# مسبار كييل

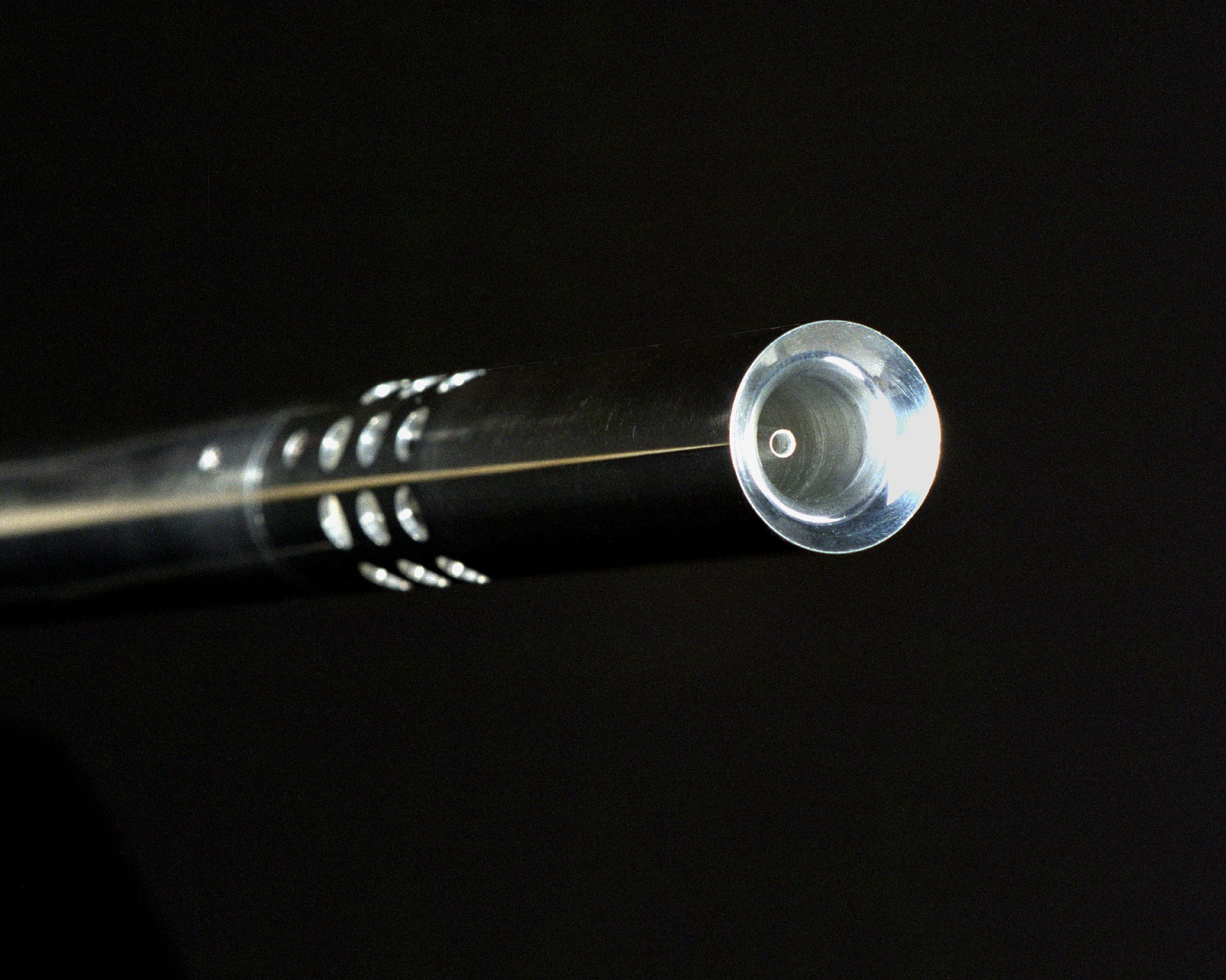
مسبار كييل

في ديناميكا الموائع , مسبار كييل (بالإنجليزي: Kiel probe) هو جهاز لقياس الضغط في الموائع, و قياس التغير في زاوية التمعّج yaw angle.

## استخدامه
يستخدم مسبار كييل لقياس ضغط الموائع متغيرة الإتجاه.